# Oshawa
Oshawa – miasto (ang. city) w Kanadzie, w prowincji Ontario, w regionie Durham.
Powierzchnia Oshawa to 145,65 km².
Według danych spisu powszechnego z roku 2001 Oshawa liczy 139 051 mieszkańców (954,69 os./km²).
W mieście działa University of Ontario Institute of Technology, najmłodszy uniwersytet w Kanadzie otwarty w 2003.

## Sport
- Oshawa Generals – klub hokejowy